# Теорема про проміжне значення
Теоре́ма Больца́но — Ко́ші (теоре́ма про промі́жне зна́чення непере́рвної фу́нкції) — ділиться на дві частини, перша з яких є теоремою про проходження неперервною функцією через нуль, друга — узагальнює першу і стверджує, що якщо неперервна функція приймає два значення, вона також прийме значення на відрізку між ними.

## Перша теорема Больцано — Коші
Нехай функція f(x) визначена та неперервна в замкненому проміжку [a, b] та на кінцях цього проміжку приймає значення різних знаків. Тоді між a та b неодмінно знайдеться точка c, в якій функція обертається в нуль:
{\displaystyle f(c)=0} {\displaystyle (a<c<b)}

### Доведення
Доведення цієї теореми зробимо методом послідовного ділення відрізку (метод Больцано). Нехай, для визначеності, f(a) < 0 та f(b) > 0. Розділимо відрізок [a, b] навпіл точкою {\displaystyle {\frac {a+b}{2}}}. Якщо в даній точці функція дорівнює нулю, тоді теорема доведена. Якщо {\displaystyle c={\frac {a+b}{2}}\neq 0}, тоді на кінцях одного з відрізків {\displaystyle \left[a,{\frac {a+b}{2}}\right]}, {\displaystyle \left[{\frac {a+b}{2}},b\right]} функція буде приймати значення різних знаків. Позначивши цей проміжок через {\displaystyle \left[a_{1},b_{1}\right]} маємо:
{\displaystyle f(a_{1})<0}, {\displaystyle f(b_{1})>0}
Розділимо навпіл відрізок {\displaystyle \left[a_{1},b_{1}\right]} та знову відкинемо випадок з рівністю функції нулеві (у цьому випадку теорема доведена). Позначимо через {\displaystyle \left[a_{2},b_{2}\right]} ту з половин відрізку, для якої
{\displaystyle f(a_{2})<0}, {\displaystyle f(b_{2})>0}
Продовжимо цей процес побудови відрізків. При цьому після деякої кінцевої кількості ітерацій ми або наткнемося на рівність функції нулеві, і доведення теореми закінчиться, або отримаємо нескінченну послідовність вкладених один в одного проміжків. Зупинимось на цьому останньому випадку. Тоді для n-го відрізку {\displaystyle \left[a_{n},b_{n}\right]}, (n = 1, 2, 3 …) будемо мати
{\displaystyle f(a_{n})<0}, {\displaystyle f(b_{n})>0} Посилання: (1)
Причому довжина його дорівнює
{\displaystyle b_{n}-a_{n}={\frac {b-a}{2^{n}}}} Посилання: (2)
Побудована послідовність відрізків задовольняє лему про вкладені відрізки, тому що відповідно до (2) {\displaystyle \lim(b_{n}-a_{n})=0}. Тому існує точка с із проміжку [a, b], для якої {\displaystyle \lim a_{n}=\lim b_{n}=c}.
Покажемо, що саме ця точка задовольняє вимогам теореми. Перейшовши до границі в нерівностях (1) та використовуючи при цьому неперервність функції (зокрема, в точці x = c), отримаємо, що одночасно
{\displaystyle f(c)=\lim f(a_{n})\leq 0} та {\displaystyle f(c)=\lim f(b_{n})\geq 0}
Так що дійсно, f(c) = 0. Теорема доведена.

## Друга теорема Больцано — Коші
Нехай функція f(x) визначена та неперервна на деякому проміжку X (замкнутому або ні, скінченному або нескінченному). Якщо в двох точках x=a та x=b (a < b) цього проміжку функція приймає нерівні значення
{\displaystyle f(a)=A} та {\displaystyle f(b)=B},
то, яке б не було число С, що лежить між A та B, знайдеться така точка x = c між a та b, що f(c) = C

### Доведення
Будемо вважати, що A < B, тоді A < C < B.
Розглянемо в проміжку [a, b] допоміжну функцію {\displaystyle \varphi (x)=f(x)-C}. Ця функція неперервна в проміжку [a, b] та на кінцях його має різні знаки:
{\displaystyle \varphi (a)=f(a)-C=A-C<0}, {\displaystyle \varphi (b)=f(b)-C=B-C>0}
Тоді згідно з першою теоремою Больцано — Коші, між a та b знайдеться точка x = c, для якої {\displaystyle \varphi (x)=0}, тобто
{\displaystyle f(x)-C=0} або {\displaystyle f(c)=C}
Що і треба було довести.

## Використання теореми на практиці
За допомогою цієї теореми можна визначити наявність коренів у рівнянні. Наприклад для всіх очевидний корінь x = 4 у рівнянні {\displaystyle 2^{x}=4x}, але складно помітити існування ще одного кореня цього рівняння. Функція
{\displaystyle f(x)=2^{x}-4x}
при x = 0, має значення f(0) = 1 > 0, а при x = 1/2 значення
{\displaystyle f\left({\frac {1}{2}}\right)={\sqrt {2}}-2<0},
відповідно функція (оскільки вона неперервна) обертається на 0 в деякій точці між 0 та 1/2.